# John Simon, 1. Viscount Simon

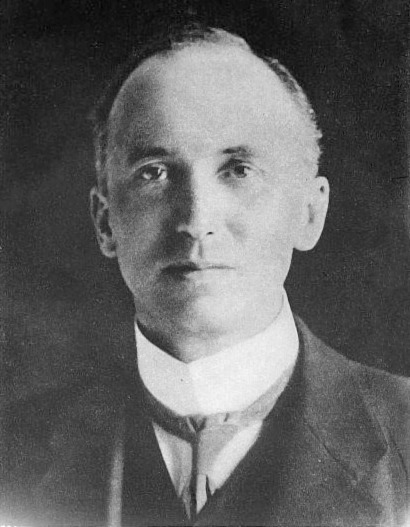
John Allsebrook Simon, 1. Viscount Simon

John Allsebrook Simon, 1. Viscount Simon, GCSI, GCVO, OBE, PC (* 28. Februar 1873 in Manchester; † 11. Januar 1954 in London) war ein britischer Jurist und Politiker.

## Leben
Simon erhielt seine Ausbildung am Fettes College, Edinburgh sowie an der Universität Oxford und wurde 1899 am Inner Temple als Barrister zugelassen.
1906 wurde er als Liberaler erstmals ins Parlament gewählt. 1910 wurde er als Solicitor-General in die Regierung Asquith berufen und 1913 zum Attorney General befördert. Im Mai 1915 wurde er als Nachfolger von Reginald McKenna Innenminister in der neugebildeten Koalitionsregierung unter Asquith, trat aber nach einem Jahr aus Protest gegen die Einführung der Wehrpflicht zurück. Um Zweifel an seinem Patriotismus zu zerstreuen, diente er dann im Stab des Royal Flying Corps unter Hugh Trenchard.
Nach Kriegsende arbeitete Simon zunächst wieder als Barrister, nachdem er seinen Parlamentssitz verloren hatte. Von 1927 bis 1931 leitete er die Statutskommission für Britisch-Indien, die Empfehlungen für eine indische Verfassung ausarbeiten sollte. Bei der Spaltung der Liberalen Partei 1931 wurde Simon Vorsitzender der Nationalliberalen und später Außenminister in der Nationalen Regierung von Ramsay MacDonald. Unter MacDonalds Nachfolger Stanley Baldwin wurde er 1935 Innenminister und unter Chamberlain 1937 Chancellor of the Exchequer (bis 1940). In diesem Jahr wurde er als Viscount Simon zum Peer erhoben und zum Lordkanzler der Regierung Churchill ernannt. Da er jedoch zusammen mit Samuel Hoare als Hauptverantwortlicher für die gescheiterte Appeasement-Politik galt, wurde er nicht Mitglied des engeren Kriegs-Kabinetts. Dazu trug auch bei, dass er bei den Parteifreunden und anderen Politiker außerordentlich unbeliebt war und als Opportunist galt, der sich überall anbiederte.
Nach dem Labour-Wahlsieg 1945 zog er sich aus dem öffentlichen Leben zurück. Bei der Rückkehr Churchills an die Regierung im Jahre 1951 wurde ihm kein Ministerposten angeboten.
John Simon galt als Liebhaber des Schachspiels und Amateurspieler von beachtlicher Spielstärke. Auch in der Organisation des britischen Schachlebens war er aktiv.